# Troy Donockley

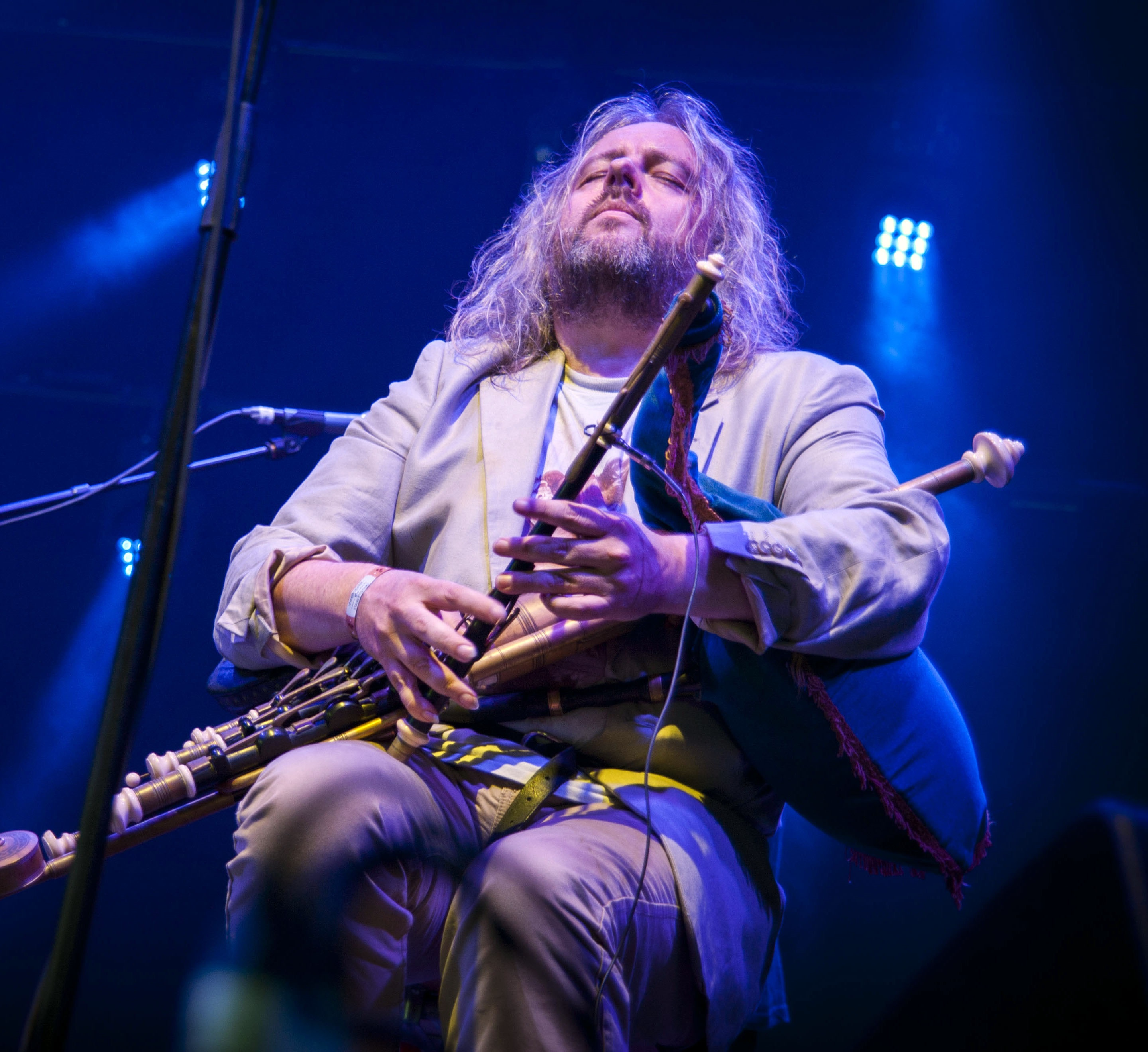
Troy Donockley (2014)

Troy Donockley (* 30. Mai 1964 in Workington) ist ein britischer Komponist, Multiinstrumentalist und Musikproduzent. Er trat mit zahlreichen Musikern auf und veröffentlichte als Solokünstler drei Studioalben. Bekannt wurde Donockley als Mitglied der finnischen Symphonic-Metal-Band Nightwish, wo er unter anderem die Uilleann Pipes spielt.

## Werdegang
Die Eltern von Troy Donockley waren ebenfalls Musiker und spielten in der Band Travelling Country. Im Alter von 16 Jahren schloss sich Donockley der Band an. 1987 gründete er die Celtic-Rock-Band You Slosh und wurde später Mitglied der Progressive-Rock-Band Iona. Zusammen mit dem Komiker Adrian Edmonson gründete Donockley im Jahre 2008 die Band The Bad Shepherds, die Punk- und New-Wave-Lieder mit Folk-Instrumenten interpretiert. Darüber hinaus spielte Donockley als Gastmusiker auf Alben von Künstlern wie Dave Bainbridge, Barbara Dickson, Midge Ure, Maddy Prior, Roy Harper, Del Amitri, Status Quo, Kamelot und Mostly Autumn mit. Außerdem ist Donockleys Musik in TV-Dokumentationen oder in Kinofilmen wie Robin Hood oder Ironclad – Bis zum letzten Krieger zu hören.
Seit 2007 arbeitet Troy Donockley mit der finnischen Symphonic-Metal-Band Nightwish zusammen. Auf den beiden Alben Dark Passion Play und Imaginaerum war er noch als Gastmusiker zu hören und spielte neben den Uillean Pipes auch die Tin Whistle. Im Oktober 2013 wurde Donockley schließlich zum festen Bandmitglied. Auf ihrem 2015 erschienenen Album Endless Forms Most Beautiful steuerte er neben den bereits bekannten Instrumenten noch die irische Bouzouki und das Bodhrán bei und war außerdem als Hintergrundsänger zu hören. Gemeinsam mit Tuomas Holopainen und der Sängerin Johanna Kurkela gründete er die Band Auri, die 2018 ihr gleichnamiges Debütalbum veröffentlichte.

## Diskografie
| als Solokünstler - 1998: The Unseen Stream - 2003: The Pursuit of Illusion - 2009: The Madness of Crowds mit Auri mit Ayreon - 2013: The Theory of Everything mit The Bad Shepherds - 2009: Yan, Tyan, Tethera, Methera! - 2010: By Hook or by Crook - 2013: Mud, Blood & Beer mit Dave Bainbridge - 2005: When Worlds Collide - 2005: From Silence | mit Barbara Dickson - 2004: Full Circle - 2008: Time and Tide - 2011: Words Unspoken - 2013: To Each & Everyone mit Iona - 1991: Iona - 1992: The Book of Kells - 1993: Beyond These Shores - 1996: Journey into the Morn - 2000: Open Sky - 2006: The Circling Hour mit Midge Ure - 2006: Duet | mit Nightwish - 2007: Dark Passion Play - 2011: Imaginaerum - 2015: Endless Forms Most Beautiful - 2020: Human. :II: Nature. - 2024: Yesterwynde mit Maddy Prior - 1997: Flesh and Blood - 1999: Ravenchild - 2000: Ballads and Candles - 2001: Arthur the King - 2003: Lionheart mit You Slosh - 1989: Glorious Racket - 1991: Lift Me Up |